# Michaela McManus
Michaela McManus née le 20 mai 1983 à Warwick, Rhode Island, est une actrice américaine.
Elle est principalement connue, à la télévision, révélée par la série télévisée dramatique Les Frères Scott (2008), elle enchaîne, par la suite, les rôles réguliers : Elle joue dans la série policière New York, unité spéciale (2008-2009), Vampire Diaries (2010-2011) et Awake (2012), et dans les dramatiques Aquarius (2015-2016), SEAL Team (2017-2018) et The Village (en) (2019). Elle rejoint la distribution de You en 2020, pour la saison 3.

## Biographie

### Enfance et formation
Michaela est née à Warwick, Rhode Island. Elle est la seule fille de James "Jim" et Patricia "Trisha" McManus. Michaela a deux frères cadets, Matthew et Kevin, nés le 26 novembre 1986.
Michaela est diplômée de l’Université Fordham.

### Carrière
Après quelques rôles dans des courts métrages indépendants, elle se fait remarquer, en 2008, lorsqu'elle rejoint la distribution récurrente de la cinquième saison de la série dramatique Les Frères Scott, dans laquelle elle interprète Lindsay Strauss, l'éditrice du livre de Lucas Scott et également sa petite amie.
Forte de cette première expérience télévisuelle réussie, elle est choisie, la même année, pour remplacer Diane Neal dans la série New York, unité spéciale en incarnant le nouveau substitut du procureur Kim Greyleck.
Elle fait aussi plusieurs apparitions dans des séries télévisées installées comme Les Experts : Manhattan, Castle, dont un rôle plus important dans The vampire Diaries, où elle incarne un loup garou qui s'oppose aux principaux protagonistes et dans Hawaii Five-O.
En 2012, elle joue dans une publicité de la marque Nespresso face à George Clooney où elle incarne le rôle d'une cliente : Madame Martin. La même année, elle est supposée rejoindre la série télévisée, en développement, The Last Ship mais son rôle est finalement supprimé.
L'actrice est alors engagée pour jouer l'un des premiers rôles de la série de science-fiction Awake du réseau NBC. Malgré un concept jugé aguicheur et original, la série est arrêtée au bout d'une seule saison composée de treize épisodes.
Entre 2015 et 2016, elle continue de collaborer avec NBC et rejoint la distribution récurrente de la série Aquarius portée par David Duchovny.
Entre-temps, elle seconde James Marsden sous la caméra du réalisateur canadien David Hackl pour le téléfilm d'action horrifique Piégés.
En 2016, elle est aussi la vedette du téléfilm romantique Trouver l'amour à Valentine. Elle y joue une héritière d'un immense ranch dans le Nebraska qui va tomber sous le charme d'un contremaître.
Entre 2017 et 2018, elle joue dans la série d'action SEAL Team, portée par David Boreanaz. La série suit des militaires d'élite envoyés partout dans le monde pour des missions périlleuses. Elle y joue l'ex-femme du héros principal.
Elle renoue ensuite avec le réseau NBC en rejoignant la distribution principale d'une série télévisée dramatique intitulée The Village,,,. Cette série est cependant arrêtée au bout d'une seule saison, faute d'audiences.

### Vie privée
Le 3 juin 2011, Michaela McManus a épousé son compagnon Mike Daniels à Los Angeles, Californie.
En janvier 2014, le couple a annoncé, via Twitter, qu'ils attendaient leur premier enfant. Le 3 avril 2014, Michaela a donné naissance à un petit garçon prénommé Gabriel October Daniels. Le 20 mai 2016, à l'occasion de son anniversaire, Michaela annonce sur son compte Instagram qu'elle attend son deuxième enfant. Le 13 septembre 2016, le couple accueille un petit garçon, appelé Declan Griffith Daniels.
Elle annonce la naissance de son 3e enfant sur Instagram le 12 mai 2021, une petite fille prénommé Indigo.

## Filmographie

### Cinéma

#### Courts métrages
- 2006 : Cosa Bella de Fiona Mackenzie : Femme du serveur
- 2006 : The Beautiful Lie de Joshua Caldwell
- 2007 : I Graduated, But... de Alexander Poe
- 2009 : You Don't Have to Love Me de Rebecca Gwynne : la petite amie
- 2012 : Nespresso; Like a Star de Grant Heslov : Madame Martin
- 2015 : Not Right Now de Brianne Moncrief : Rose

#### Longs métrages
- 2010 : About Fifty de Thomas Johnston : Alix
- 2012 : Café de Marc Erlbaum : une femme "voyante"
- 2012 : Funeral Kings de Kevin McManus et Matthew McManus : Patricia Gilmour
- 2015 : Slumlord de Victor Zarcoff : Tenant
- 2020 : The Block Island Sound de Kevin McManus et Matthew McManus : Audry

### Télévision

#### Séries télévisées
- 2008 : Les Frères Scott : Lindsay Strauss (17 épisodes)
- 2008 : Les Experts : Manhattan : Susan Montgomery (1 épisode)
- 2008 - 2009 : New York, unité spéciale : Kim Greylek (22 épisodes)
- 2009 : Castle : Scarlett Price (1 épisode) Saison 2 Épisode 9 "Au-dessus des lois"
- 2009 : Les Experts : Miami : Caroline Berston (1 épisode)
- 2010 : Nomads : Donna (pilote non retenu)
- 2010 : Hawaii Five-O : Karleen Roberts (1 épisode)
- 2010 : Vampire Diaries : Julia (6 épisodes)
- 2012 - 2013 : La Diva du divan : Noelle Saris (4 épisodes)
- 2012 : Awake : Tara (13 épisodes)
- 2013 : Les Experts : Kelly Nivens (1 épisode)
- 2015 - 2016 : Aquarius : Grace Karn (21 épisodes)
- 2017 : Threadbare : Chloe (1 épisode)
- 2017 - 2019 : The Orville : Teleya (5 épisodes) / Lieutenant Janel Tyler (2 épisodes)
- 2017 - 2018 : SEAL Team : Alana Hayes (10 épisodes)
- 2018 : The Magicians : Callie (1 épisode)
- 2019 : The Village (en) : Sarah Campbell (10 épisodes)
- 2021 : You : Natalie
- 2023 : 9-1-1: Lone Star : Kendra Harrington

#### Téléfilms
- 2015 : Piégés de David Hackl : Kaley
- 2016 : Trouver l'amour à Valentine de Terry Cunningham : Kennedy Blaine

## Voix françaises
En France, Françoise Cadol est la voix française régulière de Michaela McManus.
En France
- Françoise Cadol[12] dans :
  - Les Frères Scott (série télévisée)
  - Les Experts : Manhattan (série télévisée)
  - New York, unité spéciale (série télévisée)
  - Les Experts : Miami (série télévisée)
  - Hawaii 5-0 (série télévisée)
  - Vampire Diaries (série télévisée)
  - Awake (série télévisée)
  - Trouver l'amour à Valentine (téléfilm)
  - The Orville (série télévisée)
  - The Magicians (série télévisée)
  - The Block Island Sound
  - You (série télévisée)
- Stéphanie Lafforgue[12] dans (les séries télévisées) :
  - Aquarius
  - SEAL Team
  - 9-1-1 : Lone Star

et aussi
- Sybille Tureau dans Castle[12] (série télévisée)
- Laurence Bréheret dans Les Experts[12] (série télévisée)
- Ariane-Li Simard-Côté dans Piégés[13] (téléfilm)
- Hélène Bizot dans The Village (en)[12] (série télévisée)